# نادي فوبرتال الرياضي
نادي فوبرتال الرياضي هو نادي كرة قدم ألماني أٌسس عام 1954. يلعب النادي في ريجيوناليجا.